# 최은석 (1973년)
최은석(1973년 ~ 2012년 2월 20일)은 대한민국의 기업인이다.
최은석 대표는 대한민국 디지털 미디어 디자인의 선구주자로 알려져 있다. 화가였던 어머니의 영향으로 어렸을때부터 미술에 남다른 관심이 있던 그는, 가족의 바람대로 인문계 학과에 진학(경희대학교 사회학과)하였으나 군 제대 이후 CD자켓 디자인 등 소소한 시각 디자인 작업을 시작으로 하여 그래픽디자이너로서의 삶을 살아가게 된다. 대표적인 WEB 1세대 디자이너로 알려져 있는 그는 닷컴 열풍이 불기 시작하던 90년대 후반 웹사이트 제작과 관련하여 뛰어난 재능을 인정받아 청와대 홈페이지를 비롯한 다양한 웹사이트 제작 업무 및 관련 서적 발간을 통해 업계에서 이름을 알려 왔다. 그러던 중 2000년 함께 일하던 또 한명의 슈퍼 디자이너이자 친구였던 김준한과 함께 뉴틸리티라는 웹 에이전시에 조인하게 되었고, 이후 2004년에 김준한, 이동훈과 함께 3인 공동으로 디스트릭트홀딩스를 창업하게 된다.
디스트릭트홀딩스는 故 최은석의 열과 혼이 담겨 있는 디지털 디자인 회사이다. 2000년 중반까지는 주로 삼성전자의 다수의 웹사이트 및 마이크로사이트 제작업무를 수행하여 왔으나 2008년 이후 단순한 웹사이트 제작 및 UX컨설팅이 아닌 각종 뉴미디어 디스플레이, 인터페이스를 디지털 콘텐츠와 접목하여 하나의 공간경험상품으로 만들어 내는 비즈니스를 추진하고 있다. 2011년에는 큰 규모의 투자를 통해 4D Live Park라는 각종 뉴미디어 플랫폼들로 구성된 도심형 하이테크 테마파크를 선보였으며, 다소 과감한 투자였지만 이로 인해 2012년 이후부터 디스트릭트는 새로운 비즈니스 모멘텀을 발굴할 수 있게 되었다. 이와 같은 디스트릭트의 발전 및 사업분야의 변경에 있어서 최은석 대표의 영향은 지대하였다. 흔히 스티브잡스에 비견될만큼 Visonary하고 열정적이었으며 항상 본인이 하고 있는 일에 대한 거시적인 계획 및 자신감을 가지고 이를 직원들에게 공유하고, 전파하고자 하는 의지가 강하였다. 디스트릭트의 산출물들은 창립이래로 항상 최고의 퀄리티 및 완벽주의적인 성향을 보이고 있는데 이러한 기업철학은 최은석 대표가 만들어온 것으로 평가할 수 있다. 최은석 대표는 떠났지만 디스트릭트에는 여전히 그의 철학이 숨쉬고 있다.

## 사망
최은석은 2012년 2월 20일, 향년 40세의 나이로 사망하였다.